# Госцишув
Госцишув (пол. Gościszów, нім. Gießmannsdorf) — село в Польщі, у гміні Новогродзець Болеславецького повіту Нижньосілезького воєводства.
Населення — 1511 осіб (2011).
У 1975-1998 роках село належало до Єленьогурського воєводства.

## Демографія
Демографічна структура станом на 31 березня 2011 року:
|          | Загалом | Допрацездатний вік | Працездатний вік | Постпрацездатний вік |
| -------- | ------- | ------------------ | ---------------- | -------------------- |
| Чоловіки | 756     | 201                | 502              | 53                   |
| Жінки    | 755     | 186                | 452              | 117                  |
| Разом    | 1511    | 387                | 954              | 170                  |